# Episema monotona
Episema monotona är en fjärilsart som beskrevs av Charles Boursin 1955. Episema monotona ingår i släktet Episema och familjen nattflyn. Inga underarter finns listade i Catalogue of Life.